# Crown of the Continent Ecosystem

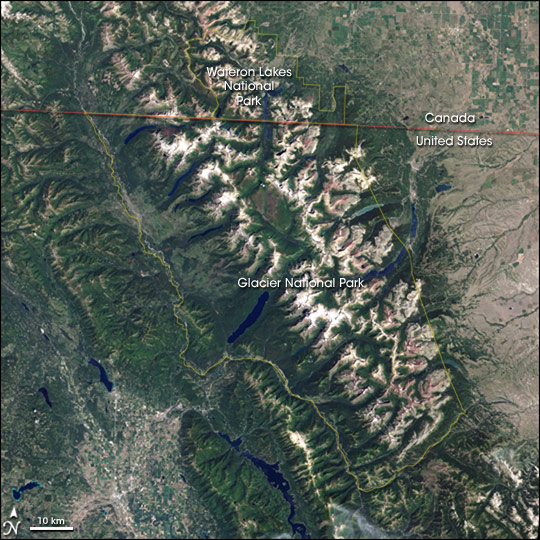
Satellitenaufnahme vom Kern des Gebietes mit den beiden Nationalparks

Als Crown of the Continent Ecosystem (deutsch Krone des Kontinents-Ökosystem) wird ein Naturraum in den östlichen Rocky Mountains bezeichnet. Er liegt in den kanadischen Provinzen Alberta und British Columbia und im US-Bundesstaat Montana. Als Grenzen werden im Norden das Quellgebiet des Elk River und des Highwood River, im Osten der Übergang in die Great Plains, im Süden der Blackfoot River und im Westen die Salisch Mountains beziehungsweise die Täler des Flathead und Kootenay River benannt. Es umfasst eine Fläche von rund 43.000 km², von denen etwa 40 % in Kanada und 60 % in den Vereinigten Staaten liegen.
Den Kern des Raumes bilden der Glacier-Nationalpark (USA) und der Waterton-Lakes-Nationalpark (Kanada), die zusammen auch als Waterton-Glacier International Peace Park bezeichnet werden. Außerdem gehören Teile des Flathead National Forests und des Lewis and Clark National Forests in Montana sowie der Akamina-Kishinena Provincial Park in British Columbia und Teile der Rocky Mountains Forest Reserve in Alberta zum Gebiet. Nahezu der gesamte Naturraum ist in öffentlichem Besitz. Im Kern des Naturraumes liegt der Triple Divide Peak, der Berg an dessen Flanken sich die Einzugsgebiete des Atlantischen Ozeans über das Missouri-Mississippi-Flusssystem und den Golf von Mexiko, des Pazifischen Ozeans über den Columbia River und des Arktischen Ozeans über den Saskatchewan River und die Hudson Bay berühren. Der Name stammt von einem einflussreichen Aufsatz des Naturwissenschaftlers und Naturschützers George Bird Grinnell, der 1901 das Gebiet des späteren Glacier-Nationalparks so bezeichnete, für dessen Unterschutzstellung er sich engagierte. 
Die Ökosysteme der Region gelten als weitgehend unberührt von menschlichen Eingriffen. Soweit bekannt, sind seit dem Jahr 1492, das als Referenzpunkt für europäische Einflüsse in Amerika gilt, keine Tier- oder Pflanzenarten im Gebiet ausgestorben. Das Crown of the Continent Ecosystem ist Bestandteil der 1993 gegründeten Initiative Yellowstone to Yukon, die einen durchgehenden Korridor vom Größeren Yellowstone-Ökosystem mit dem Yellowstone-Nationalpark über das Crown-of-the-Continent-Gebiet, die Nationalparks im Zentrum der kanadischen Rocky Mountains (Banff-Nationalpark, Jasper-Nationalpark, Kootenay-Nationalpark, Yoho-Nationalpark) bis zu den Ebenen des Yukon Rivers unter Naturschutz stellen will.
Nachdem in den ersten Jahren nach der Jahrtausendwende Pläne für großflächige Tagebau-Gruben zur Förderung von Steinkohle am Oberlauf des Flathead Rivers in British-Columbia erstellt worden waren, protestierte eine breite Koalition von Naturschutzverbänden. Im Februar 2010 beschlossen die kanadische Provinz British-Columbia und der US-Bundesstaat Montana das gesamte grenzüberschreitende Einzugsgebiet des Flathead Rivers dauerhaft von der Ausbeutung von Lagerstätten zur Energieerzeugung auszunehmen.